# Джаконе, Джованни
Джованни Джаконе (итал. Giovanni Giacone; 1 декабря 1900, Турин — 1964, Турин) — итальянский футболист, игравший на позиции вратаря.
Выступал, в частности за клубы «Ювентус» и «Торино», а также национальную сборную Италии.

## Клубная карьера
Родился 1 декабря 1900 года в городе Турин. Начинал играть в футбол в местных клубах «Торинезе» и «Пасторе».
С 1919 года, со старта первого послевоенного чемпионата Италии, стал выступать за клуб «Ювентус», в котором провёл два сезона, приняв участие в 31 матче чемпионата. Отмечался достаточно высокой надёжностью, пропуская в играх чемпионата в среднем менее одного гола за матч.
В течение 1921—1923 годов вновь защищал цвета команды «Торинезе».
Своей игрой привлёк внимание представителей тренерского штаба клуба «Торино», к составу которого присоединился в 1923 году. Отыграл за туринскую команду следующий сезон своей игровой карьеры.
Завершил профессиональную игровую карьеру в клубе «Пасторе», за команду которого выступал в течение 1924—1925 годов.
Умер 1 апреля 1964 года на 64-м году жизни.

## Выступления за сборную
Джованни Джакони стал первым игроком, который представлял «Ювентус» в составе национальной сборной Италии. 28 марта 1920 года он сыграл в товарищеском матче против сборной Швейцарии (0:3). До этого почти 10 лет в составе сборной Италии не было представителя «Ювентуса» (первый матч в своей истории сборная Италии сыграла 15 мая 1910 года).
В августе того же года в составе сборной был участником футбольного турнира на Олимпийских играх 1920 года в Антверпене, где сыграл в двух матчах и пропустил четыре гола. После турнира за сборную больше не играл.
Всего в течение карьеры в национальной команде провёл в форме главной команды страны 4 матча, пропустив 8 голов.